# Scary Scream Movie
Pour plus de détails, voir Fiche technique et Distribution.
Scary Scream Movie (Shriek If You Know What I Did Last Friday the 13th) est un film américain réalisé par John Blanchard, sorti en 2000 directement en vidéo.

## Synopsis
Ce film est une parodie de Scream. Un mystérieux tueur s'acharne sur les meilleurs élèves du lycée et une journaliste sexy fait équipe avec un vigile incompétent pour le retrouver. On y retrouve les classiques du genre, le téléphone qui sonne, la victime qui hurle, le tueur prêt à frapper. Une seule façon de s'en sortir, avoir un coup d'avance...

## Fiche technique
Sauf indication contraire, les informations mentionnées dans cette section peuvent être confirmées par les bases de données cinématographiques IMDb et Allociné,  présentes dans la section « Liens externes ».
- Titre original et québécois : Shriek If You Know What I Did Last Friday the 13th[1]
- Titre français : Scary Scream Movie
- Réalisation : John Blanchard
- Scénario : Sue Bailey et Joe Nelms
- Musique : Tyler Bates
- Direction artistique : Jesse James
- Décors : Brian F. McCabe
- Costumes : Merrie Lawson
- Maquillage : Heidi Grotsky, Pam Phillips
- Coiffure : Katrina Chevalier
- Photographie : David J. Miller
- Son : John Davies, Stephen P. Robinson, Debby VanPoucke
- Montage : Richard LaBrie
- Production : Stephen Nemeth et Andrew Ooi
  - Production exécutive : Doug Blake
  - Production déléguée : Harold Bronson, Richard Foos, Jeffre Phillips et Robert Shaw
  - Production associée : Kai Ephron et Joel Morrish
- Sociétés de production : Endless Entertainment Inc., Rhino Films, Sea Dragon Ltd. et The Funny One LLC
- Sociétés de distribution : USA Network (États-Unis, à la TV) ; Metropolitan Filmexport (France, VHS) ; Seven7 et TF1 Vidéo Distribution (France, DVD)[2]
- Budget : n/a
- Pays de production :  États-Unis
- Langues originales : anglais, allemand
- Format : couleur - 35 mm - 1,85:1 - son Dolby
- Genre : comédie parodique, épouvante-horreur
- Durée : 86 minutes
- Dates de sortie[3] :
  - États-Unis : 17 octobre 2000 (à la télévision)
  - France : 19 juin 2003 (DVD)[2]
- Classification :
  - États-Unis : interdit aux moins de 17 ans (R – Restricted)[N 1]
  - France : interdit aux moins de 12 ans [réf. souhaitée]
  - Québec : 13 ans et plus (langage vulgaire) (13+ / 13 years and over)[1]

## Distribution
- Harley Cross (VF : Maël Davan-Soulas) : Dawson Deary
- Majandra Delfino (VF : Alexandra Garijo) : Martina Martinez
- Julie Benz (VF : Laura Préjean) : Barbara Primesuspect
- Simon Rex (VF : Christophe Lemoine) : Slab O'Beef
- Danny Strong (VF : Cyril Aubin) : Bonder
- Tiffani-Amber Thiessen (VF : Virginie Méry) : Hagitha Hag Utslay
- Tom Arnold (VF : Michel Dodane) : Doogy / le tueur
- Aimee Graham (VF : Edwige Lemoine) : Screw
- Coolio (VF : Frantz Confiac) : le principal
- Chris Palermo (VF : Michel Dodane) : le Tueur
- Steven Anthony Lawrence : Chuckie
- Mink Stole : Madame La Tourneau
- Kim Greist : Mme Peacock
- Rose Marie : Mme Tingle
- Shirley Jones : Infirmière Kevorkian
- Artie Lange : Mr. Hasselhof
- Kristin Herold : Tiffany
- Renee Graham : Amber

## Parodies
- La saga Scream de Wes Craven
- l'étoffe des héros
- les chariots de feu
- Blanche Neige et les Sept Nains
- Driller Killer
- Psychose
- Oncle Buck
- Starsky et Hutch
- Point Break
- My Girl
- l'inspecteur Harry
- L'Exorciste
- le Fantôme de l'Opéra
- Christine
- Le Sous-sol de la peur
- Scooby-Doo
- Requiem for a Dream de Darren Aronofsky (La scène des Stéroides)
- Massacre à la tronçonneuse (le "meurtre" de Bonder)
- Prince, (le personnage du principal)
- La saga Vendredi 13
- La saga Chucky de Tom Holland
- Scanners de David Cronenberg (le crâne qui explose)
- Mary à tout prix de Bobby et Peter Farrelly
- Souviens-toi... l'été dernier de Jim Gillespie
- Hannibal Lecter de Jonathan Demme (un des masques du tueur)
- Alerte à Malibu de Michael Berk, Douglas Schwartz et Gregory J. Bonann
- La marque Mentos (scène des toilettes)
- Grease (scène dans le garage)
- Titanic de James Cameron
- La série Dawson
- La chaîne MTV
- Mrs. Tingle (Teaching Mrs. Tingle) de Kevin Williamson
- Shining de Stanley Kubrick (Miroir Salle de bain ''Redrum'')